# Chaetonotus rarispinosus
Chaetonotus rarispinosus är en djurart som tillhör fylumet bukhårsdjur, och som beskrevs av Roszczak 1935. Chaetonotus rarispinosus ingår i släktet Chaetonotus och familjen Chaetonotidae. Inga underarter finns listade i Catalogue of Life.